# Lee Meriwether
Lee Ann Meriwether (Los Angeles, 27 maggio 1935) è un'ex modella e attrice statunitense. È nota per aver interpretato Ann MacGregor nella serie televisiva di fantascienza Kronos - Sfida al passato (1966-1967); per aver impersonato Catwoman nel film Batman (1966); per il personaggio di Losira nella serie televisiva Star Trek (1969); per il ruolo di Betty Jones nella serie televisiva Barnaby Jones (1973-1980);  per il personaggio di Lily Munster della famiglia Munster, nella serie televisiva I mostri vent'anni dopo (1988-1991).

## Biografia
Nativa di Los Angeles, ma cresciuta a San Francisco, Lee Meriwether viene eletta Miss America nel 1955. In precedenza era stata eletta anche Miss San Francisco e Miss California. Dopo l'anno di regno, si unisce alla trasmissione televisiva The Today Show della NBC, nella veste di Today Girl, ruolo che mantiene dal 1965 al 1966..

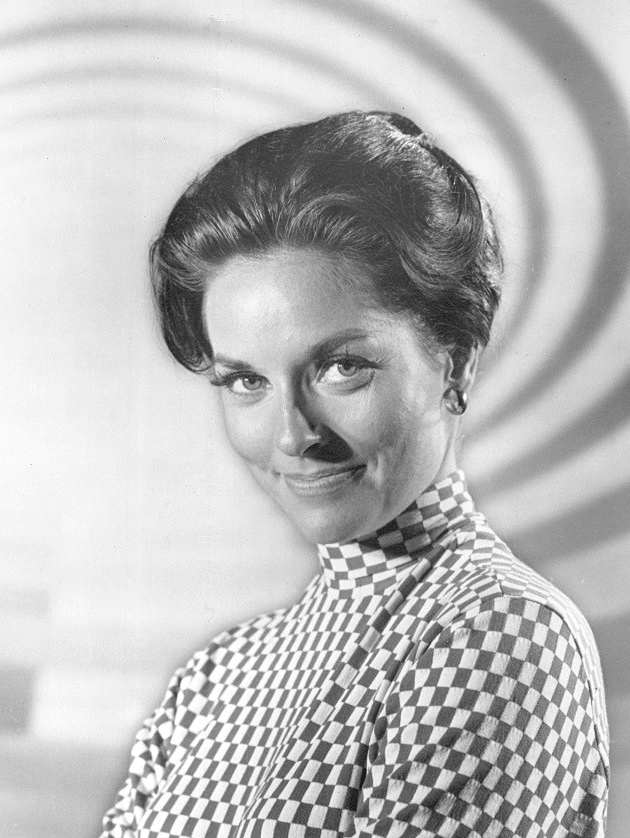
Lee Meriwether nel 1966 nella serie Kronos - Sfida al passato

Lee Meriwether intraprende in seguito una fortunata carriera di attrice. Nel 1966 interpreta l'iconica Catwoman nel film cinematografico Batman, sequel della nota serie televisiva Batman degli stessi anni, in sostituzione di Julie Newmar, al tempo impossibilitata a partecipare al film e riprendere il proprio ruolo già interpretato nella serie televisiva, perché occupata in un'altra produzione. Negli stessi anni la Meriwether è impegnata anche in un'altra serie cult degli anni sessanta, Kronos - Sfida al passato, ideata da Irwin Allen, in cui interpreta il personaggio di Ann MacGregor.
Nel 1969 entra a far parte dell'universo fantascientifico di Star Trek, interpretando il personaggio di Losira nell'episodio Un pianeta ostile (That Which Survives) della serie classica, girato tra settembre e ottobre del 1968 e trasmesso il 24 gennaio 1969. Losira è una femmina Kalandana, comandante di un loro avamposto, morta attorno al I millennio a.C. che, prima di morire, programma il computer per utilizzare il proprio ologramma come arma di difesa. Nel 2268 l'avamposto viene scoperto dalla USS Enterprise capitanata da James T. Kirk (William Shatner) che si imbatte così nell'ologramma di Losira. Per il ruolo la censura impone che all'attrice venga coperto l'ombelico con il costume di scena, altrimenti scoperto e considerato perciò sconveniente.
Tra il 1969 e i 1970 interpreta l'agente Anna Rojak in 8 episodi della celebre serie televisiva Missione impossibile. Tra il 1973 e il 1980 è Betty Jones in 178 episodi della serie televisiva Barnaby Jones, ruolo che le fa ottenere due candidature ai Golden Globe, nel 1975 e nel 1976, e una candidatura agli Emmy Award nel 1977.
Un altro ruolo che le dona la popolarità è quello di Lily Munster, madre e casalinga della famiglia Munster, nella popolare sitcom degli anni ottanta I mostri vent'anni dopo, remake della celebre serie degli anni sessanta I mostri.
In anni più recenti recita nel ruolo ricorrente di Ruth Martin nella soap opera La valle dei pini. Presta inoltre la voce a Big Mama (Eva) nel videogioco Metal Gear Solid 4: Guns of the Patriots (2008) e al personaggio Elizabeth Winters in Vanquish, videogioco del 2010. Dal 2011, inoltre, conduce lo spettacolo The Women of Spoon River, dove impersona ben 24 diversi personaggi.
Nel 2017 presta la voce al personaggio di Lucilee Diamond nel film di animazione direct-to-video Batman vs. Two-Face, diretto da Rick Morales, che vede la partecipazione anche di altri attori celebri della serie Batman degli anni sessanta, quali Adam West (Batman), Burt Ward (Robin), Julie Newmar (Catwoman), cui si affianca anche William Shatner, che presta la voce a Harvey Dent/Due Facce.

## Vita privata
Il 20 aprile 1958, la Meriwether sposa l'attore televisivo Frank Aletter, dal quale ha due figli, Kyle Aletter-Oldham (1960) e Lesley A. Aletter (1963), divenuti entrambi attori. La Meriwether e Aletter divorziano nel 1974 e lei si risposa il 21 settembre 1986 con l'attore Marshall Borden, celebre per aver recitato nelle serie televisive Ryan's Hope e One Life to Live.

## Filmografia parziale

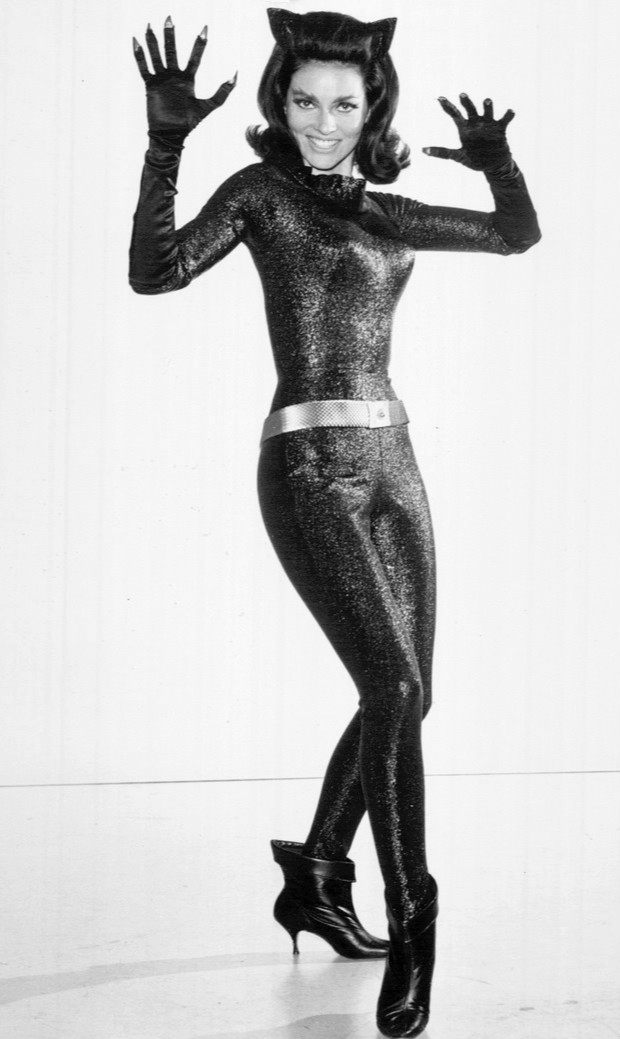
Lee Meriwether nel 1966 nei panni di Catwoman

### Attrice

#### Cinema
- Delitto in quarta dimensione (4D Man), regia di Irvin S. Yeaworth Jr. (1959)
- Una fidanzata per papà (The Courtship of Eddie's Father), regia di Vincente Minnelli (1963)
- Batman (Batman: The Movie), regia di Leslie H. Martinson (1966) - Catwoman
- Namu, the Killer Whale, regia di László Benedek (1966)
- Quando muore una stella (The Legend of Lylah Clare), regia di Robert Aldrich (1968)
- Angel in My Pocket, regia di Alan Rafkin (1969)
- I due invincibili (The Undefeated), regia di Andrew V. McLaglen (1969)
- The Brothers O'Toole, regia di Richard Erdman (1973)
- Gone Postal, regia di Lisa Sanow (2005)
- L'ultimo regalo (The Ultimate Gift), regia di Michael O. Sajbel (2006)
- Say It in Russian, regia di Jeff Celentano (2007)
- Touching Home, regia di Logan Miller, Noah Miller (2008)
- Twisted Faith, regia di Lisa Sanow (2008)
- No Limit Kids: Much Ado About Middle School, regia di Dave Moody (2010)
- Secret Identity, regia di Tyler MacIntyre (2011)
- Sunset Stories, regia di Ernesto Foronda (2012)
- Silent But Deadly, regia di Jason Lockart (2012)
- Remember to Breathe, regia di Marc Saltarelli (2013)
- Birthday Cake, regia di Chad Darnell (2013)
- L'ultima ricchezza (The Ultimate Life), regia di Michael Landon Jr. (2013)

#### Televisione
- The Philco Television Playhouse – serie TV, 3 episodi (1954-1955)
- Matinee Theatre – serie TV, un episodio (1956)
- The Alcoa Hour – serie TV, episodio 2x17 (1957)
- Men of Annapolis – serie TV, episodio 1x25 (1957)
- The Millionaire – serie TV, un episodio (1958)
- The Phil Silvers Show – serie TV, un episodio (1958)
- Dragnet – serie TV, un episodio (1958)
- Omnibus – serie TV, un episodio (1958)
- The Clear Horizon – serie TV (1960)
- Bringing Up Buddy – serie TV, un episodio (1961)
- Il carissimo Billy (Leave It to Beaver) – serie TV, un episodio (1961)
- The Lloyd Bridges Show – serie TV, un episodio (1962)
- I'm Dickens, He's Fenster – serie TV, un episodio (1962)
- Fred Astaire (Alcoa Premiere) – serie TV, un episodio (1962)
- Il dottor Kildare (Dr. Kildare) – serie TV, 7 episodi (1963-1965)
- Route 66 – serie TV, un episodio (1964)
- The Young Marrieds – serie TV (1964)
- The Jack Benny Program – serie TV, 2 episodi (1964-1965)
- Polvere di stelle (Bob Hope Presents the Chrysler Theatre) – serie TV, un episodio (1965)
- Organizzazione U.N.C.L.E. (The Man from U.N.C.L.E.) – serie TV, un episodio (1965)
- Hazel – serie TV, un episodio (1965)
- Perry Mason – serie TV, 2 episodi (1965)
- I forti di Forte Coraggio (F Troop) – serie TV, un episodio (1965)
- Io e i miei tre figli (My Three Sons) – serie TV, 3 episodi (1965-1966)
- Twelve O'Clock High – serie TV, 3 episodi (1965-1966)
- F.B.I. (The F.B.I.) – serie TV, 5 episodi (1965-1971)
- Il fuggiasco (The Fugitive) – serie TV, un episodio (1966)
- Vacation Playhouse – serie TV, un episodio (1966)
- Kronos - Sfida al passato (The Time Tunnel) – serie TV, 30 episodi (1966-1967)
- Batman – serie TV, 2 episodi (1967)
- Iron Horse – serie TV, episodio 2x13 (1967)
- Tre nipoti e un maggiordomo (Family Affair) - serie TV, episodi 2x02-5x08 (1967-1970)
- Star Trek - serie TV, episodio 3x17 (1969)
- La terra dei giganti (Land of the Giants) – serie TV, un episodio (1969)
- Mannix – serie TV, un episodio (1969)
- Missione impossibile (Mission: Impossible) – serie TV, 8 episodi (1969-1970)
- Reporter alla ribalta (The Name of the Game) – serie TV, un episodio (1970)
- Il fantastico mondo di Mr. Monroe (My World and Welcome to It) – serie TV, un episodio (1970)
- Insight – serie TV, un episodio (1970)
- La tata e il professore (Nanny and the Professor) – serie TV, un episodio (1970)
- L'immortale (The Immortal) – serie TV, un episodio (1970)
- Dan August – serie TV, un episodio (1971)
- The New Andy Griffith Show – serie TV, 10 episodi (1971)
- Love, American Style – serie TV, un episodio (1971)
- Longstreet – serie TV, un episodio (1972)
- Doris Day Show – serie TV, un episodio (1973)
- Barnaby Jones – serie TV, 178 episodi (1973-1980)
- Cannon – serie TV, un episodio (1975)
- Having Babies II – film TV (1977)
- Cruise Into Terror – film TV (1978)
- Un uomo di carattere (True Grit: A Further Adventure), regia di Richard T. Heffron – film TV (1978)
- Time Express – serie TV, un episodio (1979)
- Donne allo specchio (Mirror, Mirror) – film TV (1979)
- Tourist – film TV (1980)
- Love Boat (The Love Boat) – serie TV, 3 episodi (1981-1984)
- Fantasilandia (Fantasy Island) – serie TV, un episodio (1983)
- Detective per amore (Finder of Lost Loves) – serie TV, un episodio (1984)
- True Confessions – serie TV, un episodio (1985)
- Hotel – serie TV, un episodio (1985)
- Glitter – serie TV, un episodio (1985)
- La signora in giallo (Murder, She Wrote) – serie TV, episodi 2x07-9x20-11x13 (1985-1995)
- Mr. Belvedere – serie TV, un episodio (1986)
- Jonathan Winters: On the Ledge – film TV (1987)
- You Are the Jury – serie TV, un episodio (1987)
- I mostri vent'anni dopo (The Munsters Today) – serie TV, 73 episodi (1988-1991) - Lily Munster
- Due come noi (Jake and the Fatman) – serie TV, un episodio (1991)
- I giustizieri della notte (Dark Justice) – serie TV, episodio 2x13 (1992)
- La valle dei pini (All My Children) – serie TV, 52 episodi (1996-2011)
- Il tocco di un angelo (Touched by an Angel) – serie TV, un episodio (2000)
- Supereroi per caso: Le disavventure di Batman e Robin (Return to the Batcave: The Misadventures of Adam and Burt) – film TV (2003)
- I maghi di Waverly (The Wizards of Waverly Place) – serie TV, un episodio (2008)
- Desperate Housewives - I segreti di Wisteria Lane (Desperate Housewives) – serie TV, un episodio (2012)
- Hell's Kitty – serie TV, un episodio (2012)
- Hawaii Five-0 – serie TV, un episodio (2012)
- Non fidarti della str**** dell'interno 23 (Don't Trust the B---- in Apartment 23) – serie TV, un episodio (2012)
- The League – serie TV, un episodio (2012)

### Doppiatrice

#### Cinema
- Batman vs. Two-Face, regia di Rick Morales - direct-to-video (2017) - Lucilee Diamond

#### Televisione
- Duckman: Private Dick/Family Man - serie animata, episodio 3x11 (1996)

#### Videogiochi
- Metal Gear Solid 4: Guns of the Patriots (2008) - EVA / Big Mama
- Vanquish (2010) - Elizabeth Winters